# Décès en 992
Décès
- 988
- 989
- 990
- 991
- 992
- 993
- 994
- 995
- 996

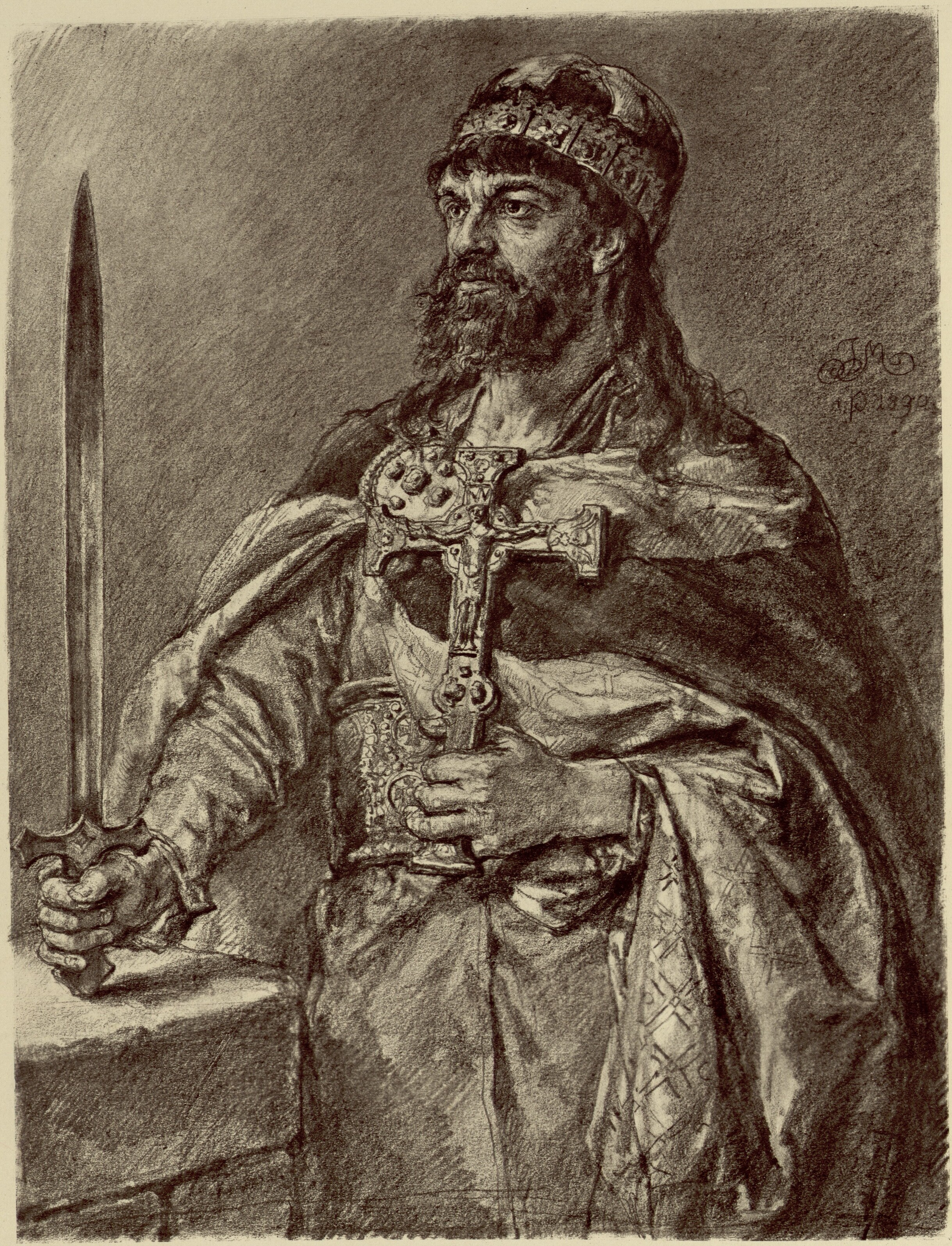
Mieszko Ier de Pologne, mort en 992.

Cette page dresse une liste de personnalités mortes au cours de l'année 992 :
- 27 janvier : 
  - Conan Ier de Bretagne, duc de Bretagne, comte de Rennes et de Nantes.
  - Mathilde de France, reine de Bourgogne.
- 28 janvier : Jawhar al-Siqilli, général fatimide originaire de Sicile.
- 29 février : Oswald de Worcester, évêque de Worcester puis archevêque d'York.
- 24 avril : Æthelwine, ealdorman d'Est-Anglie.
- 25 mai : Mieszko, duc de Pologne.
- 27 juin : Conan Ier, dit le Tort, duc de Bretagne et comte de Rennes, à la bataille de Conquereuil.
- 16 décembre : Nicolas II Chrysobergès, patriarche de Constantinople.

- Adson de Montier-en-Der, écrivain.
- Aloara de Capoue, est la femme de Pandulf Tête de Fer, prince de Bénévent et de Capoue de 943 à 981 et prince de Salerne.
- Fujiwara no Nakafumi, poète de waka du milieu de l'époque de Heian et noble japonais.
- Fujiwara no Tamemitsu, homme d'État, courtisan et politicien japonais de l'époque de Heian.
- Michel Ier, premier Patriarche de Kiev et de toute la Russie.

## Crédit d'auteurs
- Cet article est partiellement ou en totalité issu de l'article intitulé « 992 » (voir la liste des auteurs).